# Raymond Smith Dugan
| Planetoida        | Data odkrycia        |
| ----------------- | -------------------- |
| (497) Iva         | 4 listopada 1902     |
| (503) Evelyn      | 19 stycznia 1903     |
| (506) Marion      | 17 lutego 1903       |
| (507) Laodica     | 19 lutego 1903       |
| (508) Princetonia | 20 kwietnia 1903     |
| (510) Mabella     | 20 maja 1903         |
| (511) Davida      | 30 maja 1903         |
| (516) Amherstia   | 20 września 1903     |
| (517) Edith       | 22 września 1903     |
| (518) Halawe      | 20 października 1903 |
| (519) Sylvania    | 20 października 1903 |
| (521) Brixia      | 10 stycznia 1904     |
| (523) Ada         | 27 stycznia 1904     |
| (533) Sara        | 19 kwietnia 1904     |
| (534) Nassovia    | 19 kwietnia 1904     |
| (535) Montague    | 7 maja 1904          |

Raymond Smith Dugan (ur. 30 maja 1878, zm. 31 sierpnia 1940) – amerykański astronom.

## Życiorys
Studia ukończył w Amherst College w 1902, w 1905 uzyskał stopień doktora w Königstuhl Observatory, na Uniwersytecie w Heidelbergu. Königstuhl Observatory, kierowane przez Maxa Wolfa koncentrowało się wówczas na obserwacjach planetoid. Dugan odkrył ich 16. W 1905 roku przeniósł się na Uniwersytet Princeton, w 1920 został tam profesorem.

## Upamiętnienie
Jego imieniem została nazwana planetoida (2772) Dugan oraz krater księżycowy.